# Mounira Nahdi
Mounira Nahdi (tiếng Ả Rập: منيرة النهدي; sinh ngày 15 tháng 1 năm 1985 tại Tunis) là một học viên taekwondo Tunisia, người đã thi đấu ở hạng mục nữ.
Nahdi đủ tiêu chuẩn là một nữ võ sĩ taekwondo đơn độc cho đội tuyển Tunisia ở hạng người nữ hạng nặng (67 kg) tại Thế vận hội Mùa hè 2004 ở Athens bằng cách xếp thứ hai và cấp một bến từ Giải đấu vòng loại Olympic châu Phi ở Cairo, Ai Cập. Cô đã thua trận mở màn của mình trước Mouna Benabderrassoul của Ma-rốc láng giềng với số điểm 2 -6. Với đối thủ của mình tụt lại phía sau Inispelle Díaz của Puerto Rico ở tứ kết, Nahdi đã từ chối cơ hội của mình để cạnh tranh cho huy chương đồng Olympic thông qua việc thi đấu lại.